# Julio Angulo
Julio Eduardo Angulo Medina (Guayaquil, 28 maggio 1990) è un calciatore ecuadoriano, attaccante del Naranja Mekánica.